# Augustus Island
Augustus Island – wyspa należąca do archipelagu Bonaparte Archipelago, położona u wybrzeży regionu Kimberley (Australia), na Oceanie Indyjskim. 
Wyspa ma powierzchnię 190 km² – 22 km długości, a maksymalna szerokość wynosi 16 km. Wnętrze wyspy jest skaliste, wkomponowane w kwarcowe piaskowce. Krajobraz jest naznaczony niezliczonymi bruzdami i szczelinami.